# جان پیج
جان پیج (به انگلیسی: John Page) سناتور سابق عضو حزب دموکرات ایالات متحده آمریکا بود. وی در سال ۱۸۳۶ تا ۱۸۳۷ میلادی سناتور ایالت نیوهمپشایر در سنای ایالات متحده آمریکا بود.